# Tofisopam
Tofisopam (nomes comerciais: Emandaxin, Grandaxin, Sériel, entre outros)  é um ansiolítico comercializado em vários países europeus. Quimicamente, é uma 2,3-benzodiazepina, ao contrário de outros benzodiazepínicos ansiolíticos (que são geralmente substituídos em 1,4 ou 1,5). O tofisopam não tem propriedades anticonvulsivantes, sedativas, relaxantes musculaoesqueléticas, inibidores da habilidade motora ou amnésicas. Embora possa não ser um anticonvulsivante por si só, demonstrou aumentar a ação anticonvulsivante dos 1,4-benzodiazepínicos clássicos (como o diazepam) e do muscimol, mas não do valproato de sódio, carbamazepina, fenobarbital ou fenitoína. O tofisopam é indicado para o tratamento da ansiedade e abstinência do álcool e é prescrito na dosagem de 50-300mg por dia dividido em três doses. Os níveis plasmáticos máximos são atingidos duas horas após uma dose oral. Não foi relatada dependência na mesma extensão que outros benzodiazepínicos, mas ainda assim é recomendado que seja prescrito por um período máximo de 12 semanas.
Tofisopam não foi aprovado para venda nos Estados Unidos e Canadá. No entanto, a Vela Pharmaceuticals, de Nova Jersey, está desenvolvendo o enantiômero D (dextofisopam) como um tratamento para a síndrome do cólon irritável, com eficácia moderada demonstrada em estudos clínicos até agora.
O tofisopam também é reivindicado como um inibidor da PDE10A, o que pode fornecer um mecanismo de ação alternativo para seus vários efeitos terapêuticos. Por causa dessa ação, foi proposto tornar o tofisopam um fármaco útil para o tratamento da esquizofrenia.
Foi demonstrado que o tofisopam atua como um inibidor da enzima hepática CYP3A4, e isso pode causar interações medicamentosas com outros medicamentos metabolizados por essa enzima, embora o significado clínico dessas descobertas ainda não esteja claro.